# Windows Phone 7
Windows Phone 7 là bản phát hành đầu tiên của hệ điều hành di động Windows Phone chạy trên nhân Windows CE 6.0, được ra mắt toàn cầu vào ngày 21 tháng 10 năm 2010 và tại Hoa Kỳ vào ngày 8 tháng 11 năm 2010.
Hệ điều hành này đã nhận được nhiều bản cập nhật lớn, trong đó bản cập nhật cuối cùng là Windows Phone 7.8, được phát hành vào tháng 1 năm 2013, bổ sung một vài tính năng được backport từ Windows Phone 8, ví dụ như màn hình Start có nhiều tính năng tùy chỉnh hơn.
Microsoft đã kết thúc hỗ trợ cho Windows Phone 7 vào ngày 8 tháng 1 năm 2013, và cho Windows Phone 7.5 vào ngày 14 tháng 10 năm 2014. Phiên bản tiếp theo là Windows Phone 8, được phát hành vào ngày 29 tháng 10 năm 2012.

## Lịch sử
Microsoft chính thức hé lộ hệ điều hành mới, Windows Phone 7 Series, tại Triển lãm di động toàn cầu ở Barcelona vào ngày 15 tháng 1 năm 2010, sau đó tiếp tục giới thiệu thêm một số chi tiết tại MIX 2010 vào ngày 15 tháng 3 năm 2010. Bộ SDK cuối cùng được phát hành vào ngày 16 tháng 9 năm 2010. HP sau đó đã quyết định không sản xuất thiết bị cho Windows Phone, với lý do công ty muốn tập trung vào những thiết bị chạy hệ điều hành webOS mà hãng mới mua lại.  Sau khi tiếp nhận những ý kiến cho rằng tên gọi ban đầu quá phức tạp và "nhiều chữ", Microsoft đã chính thức rút ngắn tên gọi cho hệ điều hành này thành Windows Phone 7 vào ngày 2 tháng 4 năm 2010.
Vào ngày 11 tháng 10 năm 2010, CEO của Microsoft là Steve Ballmer đã công bố 10 mẫu thiết bị mới dành cho Windows Phone 7 từ các hãng HTC, Dell, Samsung, và LG; những thiết bị trên sẽ bắt đầu được bán tại châu Âu và Úc vào ngày 21 tháng 10 năm 2010, và tại Hoa Kỳ vào ngày 8 tháng 11 năm 2010. Các mẫu thiết bị trên được cung cấp thông qua 60 nhà mạng tại 30 quốc gia, đồng thời trong năm 2011 sẽ có nhiều thiết bị mới được ra mắt. Khi phiên bản "Mango" của Windows Phone 7 được phát hành, một số nhà sản xuất khác cũng đã quyết định trở thành đối tác với Microsoft, trong đó có Acer, Fujitsu, và ZTE.
Windows Phone ban đầu hỗ trợ 25 ngôn ngữ, cùng với các ứng dụng được cung cấp thông qua Windows Phone Store tại 35 quốc gia và khu vực. Các bản cập nhật Mango và Tango sau đó đã bổ sung hỗ trợ đối với nhiều ngôn ngữ khác.

## Tính năng

### Nhân
Windows Phone 7 là phiên bản Windows Phone duy nhất sử dụng nhân Windows CE giống như các hệ thống Windows Mobile và Pocket PC.

### Giao diện người dùng
Windows Phone 7 giới thiệu một giao diện người dùng dựa trên hệ thống thiết kế có tên mã là Metro. Màn hình chính với tên gọi "màn hình Start" bao gồm các ô "Live Tile". Các ô này được liên kết tới các ứng dụng, tính năng, chức năng và khoản mục riêng biệt (ví dụ như danh bạ, trang web, ứng dụng hoặc nội dung đa phương tiện). Người dùng có thể thêm, sắp xếp lại, hoặc xóa các ô trên. Nội dung trên Live Tile là nội dung động và được cập nhật theo thời gian thực – ví dụ, Live Tile có thể hiển thị số thư chưa đọc của một tài khoản email, hoặc hiện thông tin thời tiết được cập nhật trực tiếp.
Một số tính năng chính trong Windows Phone 7 được tổ chức thành các "hub", trong đó kết hợp các nội dung cục bộ và trực tuyến thông qua khả năng tích hợp của Windows Phone với các mạng xã hội phổ biến như Facebook, Windows Live, và Twitter. Ví dụ, hub Pictures hiển thị những bức ảnh đã được chụp bằng máy ảnh của điện thoại và cả các album ảnh trên Facebook của người dùng, còn hub People liệt kê các danh bạ tổng hợp từ nhiều nguồn như Windows Live, Facebook, và Gmail. Từ các Hub, người dùng có thể trực tiếp bình luận và 'thích' những bài đăng trên mạng xã hội. Các hub có sẵn khác bao gồm Xbox Music & Video, Xbox Live Games, Windows Phone Store, và Microsoft Office. Do những thay đổi từ dịch vụ Facebook Connect, hỗ trợ dành cho Facebook đã bị vô hiệu hóa trên tất cả ứng dụng đi kèm từ ngày 8 tháng 6 năm 2015.
Windows Phone sử dụng công nghệ cảm ứng đa điểm. Giao diện người dùng mặc định của Windows Phone sử dụng chủ đề tối giúp kéo dài thời lượng pin trên màn hình OLED bởi các điểm ảnh màu đen hoàn toàn không phát sáng. Người dùng có thể thay đổi sang chủ đề sáng và tùy chỉnh màu chủ đạo của giao diện. Các thành phần giao diện người dùng như Live Tile được hiển thị theo màu chủ đạo mà người dùng đã chọn. Các ứng dụng bên thứ ba có thể tự động đổi chủ đề theo những cài đặt trên.

### Nhập liệu văn bản
Người dùng nhập văn bản bằng cách sử dụng bàn phím ảo trên màn hình, trong đó có một nút riêng dành cho việc nhập biểu tượng cảm xúc, cùng với tính năng kiểm tra chính tả và gợi ý từ. Các nhà phát triển ứng dụng có thể chỉ định những phiên bản bàn phím ảo khác nhau nhằm giới hạn bộ ký tự mà người dùng có thể nhập, ví dụ như chỉ cho phép nhập chữ số. Người dùng có thể thay đổi một từ sau khi nhập bằng cách chạm vào từ đó để hiện danh sách các từ tương tự. Một số phím khi nhấn giữ sẽ hiện lên các ký tự tương tự. Ở chế độ màn hình ngang, các phím có kích thước lớn hơn và đặt cách xa nhau hơn. Các mẫu điện thoại cũng có thể được trang bị bàn phím vật lý để phục vụ việc nhập liệu văn bản.

### Nhắn tin
Hệ thống nhắn tin trên Windows Phone 7 được tổ chức thành các "thread" (chủ đề), cho phép cuộc trò chuyện với một người có thể được thực hiện trên nhiều nền tảng (ví dụ như Windows Live Messenger, Facebook, hoặc SMS) trong khuôn khổ một chủ đề duy nhất, và hệ thống sẽ tự động thay đổi giữa các dịch vụ tùy theo điều kiện khả dụng.

### Trình duyệt web

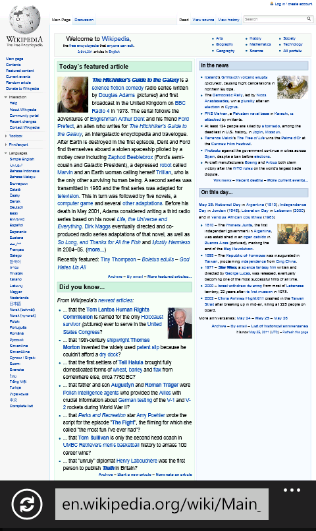
Internet Explorer Mobile trên Windows Phone

Windows Phone 7.5 giới thiệu một phiên bản của Internet Explorer Mobile với engine được dựa trên Internet Explorer 9.
Trình duyệt web đi kèm cho phép người dùng lưu danh sách các trang web yêu thích và ghim các Live Tile liên kết tới các trang web trên màn hình Start. Trình duyệt này hỗ trợ lên tới 6 thẻ và cho phép các thẻ chạy song song. Các tính năng khác bao gồm cử chỉ cảm ứng đa điểm, giao diện người dùng dễ sử dụng, hoạt ảnh phóng to/thu nhỏ mượt mà hơn, cho phép lưu ảnh trên trang web, chia sẻ trang web qua email, và hỗ trợ tìm kiếm từ/văn bản trong trang web. Microsoft đã công bố kế hoạch cập nhật thường xuyên trình duyệt web trên Windows Phone và engine bố cục của trình duyệt một cách độc lập với hệ thống Windows Phone Update.

### Danh bạ
Danh bạ được tổ chức thông qua "hub People", và có thể được thêm một cách thủ công hoặc nhập từ Facebook, Windows Live Contacts, Twitter, LinkedIn và Gmail. Danh bạ cũng có thể được nhập thủ công từ Outlook bằng cách sử dụng Windows Live Contacts hoặc Gmail. Mục "What's New" hiển thị bảng tin và mục "Pictures" hiện các hình ảnh đăng bởi các danh bạ trên mạng xã hội. Mục "Me" hiển thị trạng thái và tường nhà của người dùng điện thoại trên các mạng xã hội, cho phép họ cập nhật trạng thái cũng như check in trên Bing và Facebook Places. Danh bạ có thể được thêm vào màn hình chính bằng cách ghim lên màn hình Start. "Live Tile" của một danh bạ hiển thị trạng thái mạng xã hội và ảnh đại diện của người đó trên màn hình chính, trong khi hub của danh bạ hiển thị trang cá nhân trên Facebook cũng như các thông tin liên lạc có trong danh bạ và các mạng xã hội khác của người đó.
Nếu một danh bạ có thông tin lưu trên nhiều mạng xã hội, người dùng có thể liên kết các tài khoản riêng biệt với nhau, cho phép xem và truy cập thông tin từ một nơi duy nhất. Tới Windows Phone 7.5, các danh bạ cũng có thể được phân thành các "Groups". Tại đây, thông tin từ mỗi danh bạ được kết hợp vào một trang duy nhất, có thể được truy cập trực tiếp từ Hub hoặc ghim vào màn hình Start.

### Email
Windows Phone hỗ trợ Outlook.com, Exchange, Yahoo! Mail, và Gmail, đồng thời người dùng cũng có thể sử dụng nhiều dịch vụ khác thông qua các giao thức POP và IMAP. Với các loại tài khoản được hỗ trợ gốc, danh bạ và lịch cũng có thể được đồng bộ hóa. Người dùng còn có thể tìm kiếm email theo chủ đề, nội dung, người gửi và người nhận. Email được hiển thị ở dạng xem theo chủ đề và nhiều hòm thư có thể được gộp lại hoặc tách riêng.

### Đa phương tiện
"Hub Music + Videos" cho phép người dùng truy cập các bài hát, video và podcast đã lưu trên thiết bị, liên kết trực tiếp tới cửa hàng nhạc "Xbox Music Store", hoặc dịch vụ đăng ký Xbox Music Pass. Khi duyệt các bài hát của một nghệ sĩ, người dùng có thể xem tiểu sử và hình ảnh của nghệ sĩ đó từ dữ liệu được cung cấp bởi Xbox Music. Hub Music + Videos có thể tích hợp với nhiều ứng dụng cung cấp dịch vụ video và âm nhạc khác, bao gồm iHeartRadio, YouTube, và Vevo. Ngoài ra còn có tính năng Smart DJ giúp tổng hợp danh sách các bài hát đã lưu trên điện thoại tương tự với bài hát hoặc nghệ sĩ được chọn. Những bộ phim đã mua và các đoạn video khác có thể được phát thông qua Xbox Video.
"Hub Pictures" hiển thị các album ảnh của người dùng trên Facebook và SkyDrive (nay là OneDrive), cũng như những bức ảnh được chụp bằng máy ảnh có sẵn trên điện thoại. Người dùng cũng có thể đăng ảnh lên mạng xã hội, viết bình luận trên ảnh của người khác và gắn thẻ các ảnh. Các cử chỉ đa điểm cho phép người dùng phóng to và thu nhỏ hình ảnh.

#### Hỗ trợ đa phương tiện
Windows Phone 7 hỗ trợ các tiêu chuẩn WAV, MP3, WMA, AMR, AAC/MP4/M4A/M4B, và 3GP/3G2. Những định dạng tập tin video được hỗ trợ bao gồm WMV, AVI, MP4/M4V, 3GP/3G2, và MOV (QuickTime). Các định dạng âm thanh và video được hỗ trợ phụ thuộc vào codec của chúng. Có thông tin cho biết các codec DivX và Xvid trong tiêu chuẩn AVI cũng được hệ thống hỗ trợ phát. Khác với hệ điều hành Windows Mobile trước đó, hiện không có các ứng dụng bên thứ ba nào có thể xử lý những định dạng video khác. Các định dạng hình được hỗ trợ bao gồm JPG/JPEG, PNG, GIF, TIF và Bitmap (BMP).
Sau bản cập nhật "Mango", Windows Phone 7 đã bổ sung tính năng đặt nhạc chuông tùy chỉnh. Tập tin được chọn làm nhạc chuông phải có kích thước dưới 1 MB và thời lượng dưới 40 giây. Nhạc chuông tùy chỉnh vẫn không được áp dụng cho thông báo tin nhắn hay email.

### Trò chơi
"Hub Games" cung cấp cho người dùng quyền truy cập các trò chơi trên điện thoại kèm những chức năng của Xbox Live, bao gồm khả năng tương tác với avatar, xem hoặc chỉnh sửa hồ sơ, xem các thành tích đã đạt được, xem bảng xếp hạng người chơi, và gửi tin nhắn tới bạn bè trên Xbox Live. Hub Games còn có phần quản lý lời mời và thông báo lượt trong các trò chơi nhiều người chơi theo lượt.

### Tìm kiếm
Yêu cầu phần cứng của Microsoft đòi hỏi mọi thiết bị chạy Windows Phone 7 phải có nút Tìm kiếm riêng biệt ở mặt trước thực hiện nhiều chức năng khác nhau. Nhấn nút tìm kiếm trong khi mở một ứng dụng cho phép người dùng tìm kiếm bên trong các ứng dụng có sử dụng tính năng này; ví dụ, người dùng có thể nhấn Tìm kiếm trong hub People để thực hiện tìm kiếm trong danh sách danh bạ. Tuy nhiên, hành vi này đã được thay đổi trong Windows Phone 7.5, khi nút Tìm kiếm được dành riêng cho Bing. Do đó, các ứng dụng trước đây có sử dụng tính năng này (ví dụ như Marketplace) nay đã được bổ sung các nút tìm kiếm mềm trong màn hình.
Trong những trường hợp khác, nhấn nút Tìm kiếm cho phép người dùng thực hiện tìm kiếm trang web, tin tức và vị trí bản đồ bằng ứng dụng Bing.
Windows Phone cũng có tính năng nhận diện giọng nói do TellMe cung cấp, cho phép người dùng thực hiện tìm kiếm trên Bing, gọi cho số điện thoại trong danh bạ hoặc mở ứng dụng bằng cách ra lệnh giọng nói. Tính năng này có thể được kích hoạt bằng cách nhấn giữ nút Start trên điện thoại.
Bing là máy tìm kiếm mặc định trên Windows Phong nhờ sự tích hợp sâu vào các chức năng trong hệ điều hành (bao gồm cả việc sử dụng dịch vụ bản đồ dành cho các truy vấn và lượt tìm kiếm dựa trên vị trí). Tuy nhiên, Microsoft cho biết các ứng dụng tìm kiếm khác cũng có thể được sử dụng.
Ngoài tìm kiếm vị trí, Bing Maps trên Windows Phone 7 còn cung cấp dịch vụ dẫn đường chi tiết tới người dùng, cùng với tính năng Local Scout hiển thị các địa điểm nổi bật như điểm du lịch hay nhà hàng trong khu vực xung quanh. Bing Audio cũng cho phép người dùng nhận dạng tên bài hát qua âm thanh, còn Bing Vision cho phép người dùng quét mã vạch, mã QR và các thẻ.

### Bộ Office
"Hub Office" sắp xếp tất cả các ứng dụng và tài liệu Microsoft Office. Microsoft Office Mobile cung cấp khả năng tương tác qua lại giữa Windows Phone và phiên bản desktop của Microsoft Office. Word Mobile, Excel Mobile, PowerPoint Mobile, OneNote Mobile, và SharePoint Workspace Mobile cho phép xem và chỉnh sửa trực tiếp hầu hết các định dạng tập tin Microsoft Office trên thiết bị Windows Phone.
Microsoft Office cũng có thể mở các tập tin từ SkyDrive và Office 365, cũng như các tập tin lưu cục bộ trên điện thoại. Các tệp Office trên Windows Phone 7 được xếp thành các ô vuông: tài liệu Word (ô xanh lục), bảng tính Excel (ô xanh lá), bài thuyết trình PowerPoint (ô đỏ), và tài liệu OneNote (ô tím).

### Đa nhiệm
Windows Phone 7 giới thiệu trình chuyển đổi tác vụ dạng thẻ, có thể truy cập bằng cách nhấn giữ nút quay lại. Ảnh chụp màn hình của 5 ứng dụng mở gần đây nhất được hiển thị dưới dạng các thẻ. Các ứng dụng có thể tiếp tục chạy trong nền thông qua "Live Agents".

### Đồng bộ hóa
Phần mềm Zune được sử dụng để quản lý và đồng bộ nội dung trên các thiết bị Windows Phone 7 với PC. Windows Phone 7 có thể đồng bộ không dây với phần mềm này. Ngoài khả năng truy cập các thiết bị Windows Phone, phần mềm Zune cũng có thể truy cập vào Zune Marketplace để mua nhạc, video và ứng dụng dành cho Windows Phone cũng như các sản phẩm Zune. Trong khi nhạc và video đều có thể được lưu trên cả PC và điện thoại, các ứng dụng sẽ chỉ được lưu trên điện thoại kể cả khi mua từ phần mềm Zune. Phần mềm Zune cũng được sử dụng để cung cấp các bản cập nhật phần mềm tới mọi thiết bị Windows Phone 7.
Phần mềm Zune không được cung cấp cho Mac OS X, nhưng Microsoft cũng đã phát hành Windows Phone Connector, cho phép các thiết bị Windows Phone đồng bộ với iTunes và iPhoto. Về sau, Microsoft đã thay thế các phần mềm trên bằng Windows Phone App, được thiết kế cho Windows Phone 8 nhưng cũng có thể đồng bộ với thiết bị Windows Phone 7.

## Tính năng bị loại bỏ
Trong khi Windows Phone đem lại nhiều tính năng mới, một số tính năng và chương trình từng có trong các phiên bản từ Windows Mobile 6.5 về trước đã bị loại bỏ hoặc thay đổi.
Dưới đây là danh sách các tính năng từng xuất hiện trong Windows Mobile 6.5 nhưng đã bị loại bỏ khỏi Windows Phone 7.0.

### Gọi điện thoại
- Lịch sử cuộc gọi nay được hiện dưới dạng một danh sách duy nhất, không được chia làm các loại cuộc gọi đến, đi hay nhỡ[41]

### Đồng bộ hóa
- Windows Phone không hỗ trợ đồng bộ hóa qua USB với các ứng dụng Lịch (Calendar), Danh bạ (Contacts), Nhiệm vụ (Tasks) và Ghi chú (Notes) của Microsoft Outlook, trái ngược với Windows Mobile sở hữu tính năng Desktop ActiveSync.[42][43] Quá trình đồng bộ hóa danh bạ và cuộc hẹn được thực hiện thông qua các dịch vụ đám mây (Windows Live, Google, hoặc Exchange Server), và không có phương pháp nào được cung cấp để đồng bộ trực tiếp thông tin này với PC.[44] Một số phần mềm bên thứ ba như Akruto Sync có thể cung cấp chức năng này.[45][46] Một bản kiến nghị đã được gửi lên Microsoft nhằm đem trở lại khả năng đồng bộ USB cho Outlook.[47]

### Khác
- Adobe Flash[48]

### Các tính năng sau này được triển khai trong Windows Phone 7.5
- Internet socket[49]
- Cắt, sao chép và dán[50]
- Đa nhiệm một phần cho ứng dụng bên thứ ba[51]
- Kết nối điểm truy cập (không dây) Wi-Fi có SSID ẩn, nhưng không có WPA[52][53][54]
- Chia sẻ kết nối Internet tới máy tính[55][57][58]
- Nhạc chuông tùy chỉnh[59]
- Hộp thư đến email chung[60]
- Tin nhắn USSD[61]
- Gọi VoIP thông qua ứng dụng riêng[49][62]

### Các tính năng sau này được triển khai trong Windows Phone 8.0
- Thẻ SD tháo lắp được[63][66]
- USB mass-storage[67]
- Truyền tập tin qua Bluetooth[68]
- Kết nối điểm truy cập (không dây) Wi-Fi có cả SSID ẩn và bảo mật WPA[53]
- Sideloading các ứng dụng doanh nghiệp[63]
- VoIP và gọi video qua IP được tích hợp trong ứng dụng Điện thoại[68][69]
- Hỗ trợ tài liệu Office có quyền truy cập bảo mật[note 1]
- Mã hóa trên thiết bị[71]
- Mật khẩu mạnh[41]
- Hỗ trợ Full Exchange[note 2]
- Ứng dụng gốc
- Đa nhiệm nền đầy đủ[73]

### Các tính năng sau này được triển khai trong Windows Phone 8.1
- Bảo mật IPsec (VPN)
- Trình quản lý tập tin toàn hệ thống
- Chế độ xem theo tuần trong ứng dụng Lịch
- Tìm kiếm chung toàn hệ thống
- Gọi video qua UMTS/LTE[74]

## Phần cứng
Nhằm cung cấp trải nghiệm đồng nhất hơn, các thiết bị Windows Phone 7 được yêu cầu phải đáp ứng một số đòi hỏi về phần cứng; những yêu cầu này từng được Andy Lees, phó giám đốc cấp cao mảng thông tin di di động của Microsoft, mô tả là "khó khăn, nhưng hợp lý." Mọi thiết bị Windows Phone 7 tối thiểu phải đạt những tiêu chí sau:
| Màn hình cảm ứng điện dung hỗ trợ đa điểm 4 điểm với độ phân giải WVGA (480×800)                                       |
| SoC ARM v7 "Cortex/Scorpion" – Snapdragon QSD8X50, MSM7X30, và MSM8X55                                                 |
| GPU hỗ trợ vẽ DirectX9                                                                                                 |
| 256 MB RAM (tính đến phiên bản Tango) với ít nhất 4 GB bộ nhớ flash                                                    |
| Gia tốc kế, cảm biến ánh sáng xung quanh, cảm biến tiệm cận và A-GPS                                                   |
| Bộ thu radio FM |
| 6 nút phần cứng chuyên biệt – quay lại, Start, tìm kiếm, máy ảnh 2 giai đoạn, nguồn/tắt màn hình và tăng/giảm âm lượng |
| Phần cứng tùy chọn: Máy ảnh mặt trước, la bàn và con quay hồi chuyển                                                   |

Trước đây, các thiết bị Windows Phone 7 được yêu cầu phải có ít nhất 512 MB RAM. Cho đến bản cập nhật "Tango", các yêu cầu được xem xét lại nhằm cho phép sử dụng các mẫu vi xử lý chậm hơn và số lượng RAM tối thiểu được giảm còn 256 MB. Một số tính năng của hệ điều hành, cũng như khả năng cài đặt một số ứng dụng tốn nhiều tài nguyên sẽ bị vô hiệu hóa trên những thiết bị Windows Phone có ít hơn 512 MB RAM.

## Đón nhận
Những điều mà Engadget và Gizmodo từng nhận xét là thiếu xót đáng kể trên một hệ điều hành smartphone hiện đại phần lớn đã được giải quyết trong bản cập nhật Mango. ZDNet đã dành lời khen cho bộ bàn phím ảo trên hệ điều hành, nổi bật là ở khả năng nhận diện cử chỉ cảm ứng chính xác cũng như phần mềm tự động sửa lỗi và kiểm tra chính tả mạnh mẽ. Khả năng phản hồi cử chỉ cảm ứng của hệ điều hành cũng được ba trang web trên đồng thời khen ngợi, trong đó các tác giả chú ý tới sự mượt mà khi người dùng cuộn trang hay thực hiện các cử chỉ như phóng to thủ nhỏ trong lúc duyệt web.
PCWorld đã đăng tải một bài viết với tựa đề "Windows Phone 7: Thảm họa của Microsoft", trong đó chỉ ra nhiều vấn đề như "thiếu bảo mật, các ứng dụng Office tệ hại đến không ngờ, một giao diện không được hỗ trợ từ phía sau và sự bỏ rơi với toàn bộ phân khúc khách hàng của Microsoft."
Giao diện "Metro" mới và giao diện chung của hệ điều hành cũng nhận được nhiều lời khen ngợi, trong đó ZDNet đã đề cao tính nguyên bản và phong cách gọn gàng mới mẻ của giao diện này. Engadget và ZDNet cũng dành lời khen cho khả năng tích hợp Facebook vào Hub People cùng với những tính năng có sẵn khác, ví dụ như Windows Live.